# Rujm el-Hiri

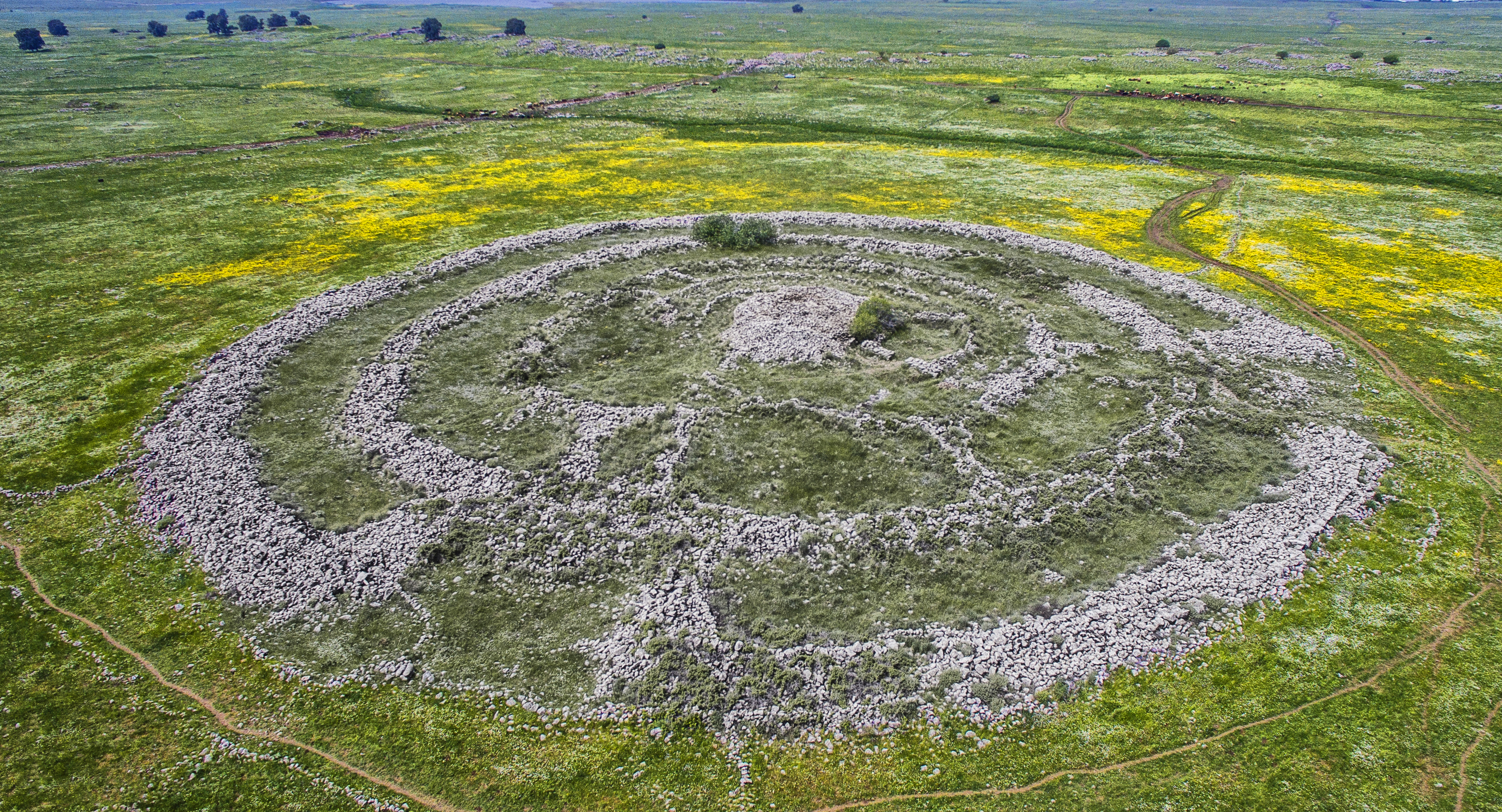
Rujm el-Hiri

Der Megalithkomplex Rujm el-Hiri (arabisch, Steinhaufen der Wildkatze, auch Rogem Hiri oder hebräisch Gilgal Refaim, Rad der Gespenster) befindet sich im zentralen Golan, etwa 16 km östlich des See Genezareth, auf einem Basaltplateau im von Israel besetzten Teil Syriens. Nach der Entdeckung in den späten 1960er Jahren führten israelische Forscher zwischen 1988 und 1991 erste archäologische Grabungen durch. Die Arbeit wird 2009/10 durch Michael Freikman von der Hebräischen Universität Jerusalem fortgesetzt.

## Beschreibung
Rujim el-Hiri liegt auf dem vulkanischen Plateau des Golan, wo zahlreiche Dolmen der Mittelbronzezeit stehen. Das Bauwerk besteht aus vier konzentrischen, als Wälle entwickelten Kreisen um ein zentrales Steingrab. Als Baumaterial dient der anstehende Basalt in Größen vom Feldstein bis zu mehrere Tonnen schweren Megalithen. Der Außenkreis hat etwa 150 Meter Durchmesser. Die Wälle sind bis zu 3,5 Meter breit und partiell bis zu einer Höhe von 2,5 Metern erhalten. Sporadische radiale Verbindungen zwischen den Kreisen erzeugen eine labyrinthartige Struktur. Zwei Zugänge liegen im Nord- und im Südosten.
Im Zentrum der Kreise liegt ein etwa sechs Meter hoher Steinhügel aus unregelmäßigen Steinen. Sein Durchmesser beträgt 25 Meter. Er hat die Form eines Kegelstumpfes und ist von einem Steinkranz umgeben. Im Innern liegt eine runde Kammer von zwei Metern Durchmesser, zu der ein schmaler Gang führt. Die Kammer besteht aus großen, leicht einwärts geneigten Steinplatten, auf denen zwei Decksteine mit einem Gewicht von jeweils 5,5 Tonnen liegen. Die Kammer wurde bereits in der Antike beraubt. Bei den Grabungen konnten nur noch ein paar Artefakte, darunter goldene Ohrringe und bronzene Pfeilspitzen, gefunden werden.

## Deutungen
Die ersten Ausgräber gingen davon aus, dass die Kreise erheblich früher entstanden sind als der Grabhügel. Die konzentrischen Kreise könnten während der frühen Bronzezeit zwischen 3000 und 2700 v. Chr. als kultisch-zeremonielles Zentrum zuerst errichtet worden sein. Erst während der späten Bronzezeit (1400–1300 v. Chr.) könnte der nicht zentral gelegene Grabhügel mit der Kammer dazu gekommen sein.
Andererseits könnte die architektonische Gestaltung auch auf eine gemeinsame Planung von Kreisen und Steinhügel hinweisen. Es gibt keine Belege für eine kultische Struktur unter dem Steinhügel. Typische Artefakte, die von anderen kultischen Zentren dieses Zeitraums bekannt sind, wurden hier nicht gefunden.
Michael Freikman fand bei seinen Untersuchungen auf dem Golan einige weitere konzentrische Steinkreise, die jeweils einen Grabhügel umgaben. Rujm el-Hiri ist damit nicht die einzige, aber – mit seinen vier Steinkreisen – die bei weitem größte derartige Anlage in der Region. Freikmann vertritt daher die Gleichzeitigkeit von Grabhügel und Steinkreisen und datiert die Entstehung ins Chalkolithikum. Er interpretiert die Anlage als Grabmal für eine führende Persönlichkeit. Die Größe des Platzes, an dem 42.000 Tonnen Gestein verbaut wurden, soll diese Bedeutung widerspiegeln. Um diesen Bau auszuführen, muss ein gut organisiertes Gemeinwesen bestanden haben.
Anthony Aveni und Yonathan Mizrachi deuten Rujm el-Hiri als ein astronomisches Observatorium. Für diese Theorie spricht, dass die östliche Seite, auf der auch die beiden Zugänge liegen, mit größerer Sorgfalt errichtet wurde.
Der Archäologe Rami Arav von der University of Nebraska deutet die Anlage als eine Art Dachma, einen Ort der Himmelsbestattung. Er bezieht sich dabei auf die örtlichen Funde von chalkolithischen Ossuarien. Wenn darin allein die Knochen der Verstorbenen beigesetzt wurden, müssen diese zuvor entfleischt worden sein. Wie in Tibet oder anderen Regionen, wo aus Mangel an Feuerholz keine Feuerbestattung und wegen des harten Bodens keine Erdbestattung in Frage kam, könnten die Leichen innerhalb der Steinkreise Geiern zum Fraß ausgesetzt worden sein.
Eine neue Studie zeigt, dass geodynamische Verschiebungen den Rujm el-Hiri, stark verändert haben. Über 150 Millionen Jahre hinweg haben sich tektonische Bewegungen mit einer Geschwindigkeit von acht bis 15 Millimetern pro Jahr auf die Ausrichtung des archäologischen Fundes ausgewirkt. Diese Erkenntnisse stellen die bisherige Annahme infrage, dass die Anlage als astronomische Sternwarte genutzt wurde.